# The Craven Heart
The Craven Heart è un cortometraggio muto del 1911 sceneggiato e diretto da Francis Boggs.

## Produzione
Il film fu prodotto dalla Selig Polyscope Company

## Distribuzione
Distribuito dalla General Film Company, il film - un cortometraggio in una bobina - uscì nelle sale cinematografiche statunitensi il 6 luglio 1911.